# Cyamon quinqueradiatum
Cyamon quinqueradiatum är en svampdjursart som först beskrevs av Carter 1880.  Cyamon quinqueradiatum ingår i släktet Cyamon och familjen Raspailiidae. Inga underarter finns listade i Catalogue of Life.